# 儒学者一覧
儒学者一覧（じゅがくしゃいちらん）は、儒教を研究、実践した人物の一覧である。

## 中国

### 先秦
- 孔丘（孔子）
- 顔回（顔淵）
- 端木賜（子貢）
- 仲由（子路）
- 卜商（子夏）
- 言偃（子游）
- 閔損（閔子騫）
- 冉耕（冉伯牛）
- 冉雍（仲弓）
- 宰予（宰我）
- 冉求（冉有）
- 顓孫師（子張）
- 澹台滅明(子羽）
- 宓不斉（子賤）
- 公冶長（子長）
- 原憲（子思）
- 南宮括（子容）
- 公皙哀（季次）
- 曾蒧（曾皙）
- 顔無繇（顔路）
- 商瞿（子木）
- 高柴（子羔）
- 漆雕開（子開）
- 公伯繚（子周）
- 司馬耕（子牛）
- 樊須（樊遅）
- 有若
- 公西赤（子華）
- 巫馬施（子旗）
- 曾参（曾子）
- 孔伋（子思）
- 孟軻（孟子）
- 荀況（荀子）

### 前漢

#### 魯詩
- 申培（申公）
- 王式

#### 斉詩
- 轅固（轅固生）
- 翼奉

#### 韓詩
- 韓嬰（韓生）
- 后蒼

#### 毛詩
- 毛亨
- 毛萇
- 徐敖

#### 尚書
- 伏勝（伏生）
- 欧陽生
- 張湯
- 児寛
- 夏侯始昌
- 欧陽高
- 夏侯勝
- 夏侯建
- 蕭望之
- 周堪
- 朱雲
- 孔安国
- 李尋

#### 礼
- 高堂生
- 徐生
- 孟卿
- 戴徳（大戴）
- 戴聖（小戴）
- 慶普
- 鄭玄

#### 易
- 田何（田生）
- 楊何
- 丁寛
- 施讎
- 孟喜
- 梁丘賀
- 京房
- 費直
- 高相
- 五鹿充宗

#### 春秋公羊伝
- 董仲舒
- 胡毋生
- 眭弘
- 厳彭祖
- 顔安楽

#### 春秋穀梁伝
- 瑕丘江生
- 劉向

#### 論語
- 張禹

#### その他
- 叔孫通
- 陸賈
- 賈誼
- 劉歆
- 揚雄

### 後漢
- 鄭興
- 范升
- 陳元
- 賈逵
- 桓栄
- 丁鴻
- 王充
- 仲長統
- 崔駰
- 班固
- 馬融
- 鄭玄
- 蔡邕
- 趙曄
- 衛宏
- 周堪
- 何休
- 服虔
- 許慎

### 魏晋南北朝時代
- 何晏
- 王弼
- 王粛
- 譙周
- 虞翻
- 文立
- 徐苗
- 杜夷
- 杜預
- 范宣
- 范弘之
- 鄭鮮之
- 何承天
- 劉瓛
- 陸澄
- 伏曼容
- 何佟之
- 司馬筠
- 卞華
- 皇侃
- 沈文阿
- 沈洙
- 全緩
- 張譏
- 沈不害

### 隋
- 劉焯
- 劉炫
- 王通

### 唐
- 陸徳明
- 顔師古
- 孔穎達
- 賈公彦
- 啖助
- 趙匡
- 陸淳
- 李鼎祚
- 韓愈
- 李翺
- 柳宗元
- 劉禹錫

### 五代・宋
- 聶崇義
- 邢昺
- 孫奭
- 胡瑗
- 孫復
- 石介
- 欧陽脩
- 李覯
- 王安石
- 司馬光
- 張載
- 周敦頤
- 邵雍
- 程顥
- 程頤
- 蘇軾
- 蘇轍
- 謝良佐
- 呂大臨
- 游酢
- 楊時
- 胡安国
- 胡寅
- 胡宏
- 張栻
- 羅従彦
- 李侗
- 朱熹
- 呂祖謙
- 陳亮
- 葉適
- 陸九韶
- 陸九齢
- 陸九淵（象山）
- 黄榦
- 輔広
- 蔡元定
- 蔡沈
- 陳淳
- 真徳秀
- 魏了翁
- 程大昌
- 黄震
- 王応麟

### 元
- 趙復
- 姚枢
- 許衡
- 劉因
- 呉澄
- 呉萊

### 明
- 劉基
- 宋濂
- 方孝孺
- 胡広
- 曹端
- 薛瑄
- 呉与弼
- 胡居仁
- 陳献章
- 婁諒
- 丘濬
- 黄佐
- 羅欽順
- 王廷相
- 王守仁（陽明）
- 王畿（龍渓）
- 銭徳洪（緒山）
- 鄒守益（東廓）
- 欧陽徳（南野）
- 聶豹（双江）
- 羅洪先（念庵）
- 劉文敏（両峰）
- 王時槐（塘南）
- 王艮（心斎）
- 顔鈞（山農）
- 羅汝芳（近渓）
- 周汝登（海門）
- 何心隠（本名：梁汝元）
- 李贄（卓吾）
- 呂坤
- 鄒元標
- 顧憲成
- 高攀龍
- 劉宗周（蕺山、劉念台）
- 孫奇逢

### 清
- 黄宗羲（梨洲）
- 顧炎武（亭林）
- 王夫之（船山）
- 傅山
- 張履祥
- 陸世儀
- 毛奇齢
- 呂留良
- 李顒
- 朱彝尊
- 陸隴其
- 湯斌
- 徐乾学
- 胡渭
- 万斯大
- 万斯同
- 熊賜履
- 顔元
- 李塨
- 閻若璩
- 潘耒
- 姚際恒
- 方苞
- 江永
- 恵棟
- 全祖望
- 荘存与
- 江声
- 王鳴盛
- 戴震
- 洪榜
- 紀昀
- 銭大昕
- 朱筠
- 余蕭客
- 畢沅
- 姚鼐
- 段玉裁
- 王念孫
- 章学誠
- 邵晋涵
- 崔述
- 汪中
- 洪亮吉
- 荘述祖
- 孔広森
- 孫星衍
- 張恵言
- 江藩
- 焦循
- 阮元
- 王引之
- 方東樹
- 劉逢禄
- 胡培翬
- 陳奐
- 劉文淇
- 劉宝楠
- 龔自珍
- 魏源
- 張文虎
- 陳喬樅
- 邵懿辰
- 陳澧
- 陳立
- 劉毓崧
- 兪樾
- 黄以周
- 王闓運
- 戴望
- 劉寿曽
- 王先謙
- 孫詒譲
- 皮錫瑞
- 廖平
- 康有為
- 章炳麟（太炎）

### 民国以降
- 熊十力
- 唐君毅
- 牟宗三
- 杜維明
- 余英時

## 日本

### 伝説
- 王仁（半伝説）

### 古代
- 小野篁
- 菅原道真
- 源順
- 三善清行
- 中原有象
- 清原広澄
- 清原頼業

### 中世
- 玄恵
- 後醍醐天皇
- 日野資朝
- 北畠親房
- 花園天皇
- 中巌円月
- 清原業忠
- 清原宣賢

### 近世
- 徳川光圀
- 横井小楠
- 伊藤東涯
- 大槻磐渓
- 児玉南柯
- 上田鳳陽
- 熊坂台州

#### 朱子学
- 藤原惺窩
- 林羅山
- 三宅亡羊
- 山崎闇斎
- 浅見絅斎
- 遊佐木斎
- 蘆野東山
- 五井蘭洲
- 佐藤直方
- 木下順庵
- 中村惕斎
- 中井竹山
- 雨森芳洲
- 貝原益軒
- 新井白石
- 菅茶山
- 古賀精里
- 岡田寒泉
- 柴野栗山
- 安積艮斎
- 近藤篤山
- 平住専安

#### 陽明学
- 中江藤樹
- 熊沢蕃山
- 三宅石庵
- 大塩平八郎
- 山田方谷
- 三輪執斎
- 吉村秋陽

#### 古学

##### 古学（聖学）
- 山鹿素行

##### 古義学
- 伊藤仁斎
- 伊藤東涯

##### 古文辞学
- 荻生徂徠
- 太宰春台
- 服部南郭
- 松宮観山
- 龍草廬

#### 古注学
- 沢村琴所
- 宇野明霞
- 赤松滄洲
- 中井履軒
- 冢田大峯
- 貫名海屋

#### 折衷学
- 榊原篁洲
- 井上蘭台
- 片山兼山
- 井上金峨
- 皆川淇園
- 亀田鵬斎
- 山本北山
- 梁川星巌
- 寺門静軒
- 伊藤鳳山
- 芳野金陵
- 朝川善庵

#### 考証学
- 松崎慊堂
- 太田錦城
- 海保漁村
- 島田篁村
- 信夫恕軒

#### 石門心学
- 石田梅岩

### 現代
- 安岡正篤
- 宇野精一
- 加地伸行
- 呉智英
- 土田健次郎

## 朝鮮

### 百済
- 阿直岐（日本へ渡来）
- 王仁（日本へ渡来）

### 新羅
- 薛聡
- 崔致遠

### 高麗
- 金富軾
- 鄭知常
- 崔承老
- 白頤正
- 崔沖
- 安珦
- 李斉賢
- 朴忠佐
- 鄭夢周
- 李穡
- 吉再

### 朝鮮
- 李滉
- 李珥
- 宋時烈
- 成渾
- 徐敬徳
- 宋翼弼
- 金長生
- 曺植
- 金宏弼
- 趙光祖

## ベトナム

### 陳朝
- 朱文安
- 莫挺之

### 後黎朝
- 阮廌
- 黎貴惇